# Pístecký les
Pístecký les este o arie protejată (arie specială de conservare — SAC, sit de importanță comunitară — SCI) din Republica Cehă întinsă pe o suprafață de 167,76 ha, integral pe uscat.

## Localizare
Centrul sitului Pístecký les este situat la coordonatele 50°25′19″N 14°08′30″E / 50.421944°N 14.141667°E.

## Înființare
Situl Pístecký les a fost declarat sit de importanță comunitară în mai 2016 pentru a proteja 1 specie de animale. Situl a fost protejat și ca arie specială de conservare în septembrie 2018.

## Biodiversitate
Situată în ecoregiunea continentală, aria protejată conține 1 habitat natural: Păduri mixte riverane de Quercus robur, Ulmus laevis și Ulmus minor, Fraxinus excelsior sau Fraxinus angustifolia, de-a lungul marilor râuri (Ulmenion minoris).
La baza desemnării sitului se află o specie protejată de  nevertebrate: Cucujus cinnaberinus.